# Vörös László Zsigmond
Vörös László Zsigmond (Siklós, 1914. március 22. – Kapospula, 1996. szeptember 2.) botanikus.

## Életpályája
Siklóson született 1914. március 22-én. Édesapja matematika–fizika szakos tanárként a helybeli állami polgári iskola pedagógusa volt. Már gyermekkorában megmutatkozott a biológia iránti érdeklődése, ugyanis csiga-, kagyló és rovargyűjtéssel foglalkozott. A siklósi polgári iskola elvégzése után a Kiskunfélegyházi Tanítóképzőbe került. Itt Móczár László zoológus professzor édesapja, Móczár Miklós tanítványa volt. A tanítói oklevél megszerzése után a Szegedi Polgári Iskolai Tanárképző Főiskola természetrajz–földrajz–testnevelés szakán folytatta tanulmányait. Legkedvesebb tanárai itt Greguss Pál botanikus, Ábrahám Ambrus Andor zoológus, valamint Littke Aurél és Kogutowicz Károly geográfusok professzorok voltak. A főiskola elvégzése után oktató-nevelői munkáját 1938-ban a bátaszéki polgári iskolában kezdte.
Pályafutásában a második világháború hét évig tartó törést okozott. Három és fél évi katonai szolgálatából két évet a keleti fronton töltött a 2. magyar páncélos hadosztály parancsnokságánál, tartalékos hadnagyként. Alakulatuk a nagy visszavonulás során Ausztriában feloszlott. Hazafelé tartó útján került szovjet hadifogságba. Egyik fogolytáboruk a Kaukázus közelében volt. Itt csodálta meg az Elbruszon az elmondhatatlanul lenyűgöző napfelkeltét, ott látott két méteres átmérőjű kaukázusi jegenyefenyőt (Abies nordmanniana), valamint sok érdekes növény- és madárfajt figyelt meg. Az ugyancsak három és fél évig tartó fogság után 1948. novemberében térhetett haza.
Hazatérte után ismét Bátaszékre került, ahol fél éven át általános iskolában tanított, majd két évig tanulmányi, illetve szakfelügyelőként tevékenykedett. 1951-től a Dombóvári Tanítóképző Intézetben oktatott. Itt kezdett tudományos kérdésekkel foglalkozni, és egyre több publikációja jelent meg. Ekkor írta meg A Kapos-völgy természeti földrajza című könyvét, amellyel a Magyar Földrajzi Társaság dicséretét érdemelte ki. Mivel Dombóváron középiskolai tanári állást töltött be, úgy érezte, el kell végeznie Szegeden az egyetemet. 
1958-ban megszűnt a Dombóvári Tanítóképző. Ekkor került a Pécsi Tanárképző Főiskola Növénytani Tanszékére. Oktató-nevelő és tudományos munkássága itt teljesedett ki.
Pécsen az oktatási és kutatási célokat egyaránt szolgáló tanszéki növénygyűjtemény fejlesztését, gondozását, rendezését szívügyének tartotta. Igen szorgalmas növénygyűjtő volt. A herbárium állományát hatezerről hatvanezerre fejlesztette. A rendszeres gyűjtőutakon kívül külföldi tanulmányútjairól is számos növényritkaságot hozott. Széleskörű szakmai-baráti ismeretségei révén ajándékként több híres múlt századi növénygyűjteménnyel is gyarapította a kollekciót. Így szerezte meg a Pannonhalmi Apátság – használaton kívüli – „gazdátlan” herbáriumát. Múzeális értékű anyaga az 1800-as évekből származik. E gyűjtemény része a pannonhalmi maggyűjtemény is, melynek tudományos feldolgozását is Vöröss László Zsigmond végezte el. A tanszéki herbárium további felbecsülhetetlen értékét képezi két régi pécsi botanikus (Nendtvich Tamás és Mayer Móric) növénygyűjteménye. 
Szoros szakmai kapcsolatot tartott Nagy István református lelkésszel, aki Villány környékének flóráját kutatta, s szintén szorgalmas gyűjtő volt, s kinek 1974-ben bekövetkezett halála után magán herbáriumát Vöröss László Zsigmond megszerezte, így ez is a Növénytani Tanszékre került. Rendkívüli alaposságát bizonyítja, hogy a Növénytani Tanszék herbáriumában levő valamennyi növényfajról katalóguscédulát készített, melyen – a faj sorszáma mellett – elérhetési helye is fel van tüntetve (Nendtvich Tamás herbáriuma, Mayer Móricz herbáriuma, Pannonhalmi Apátság herbáriuma, Növénytani Tanszék herbáriuma stb.). 
Pécsi tartózkodása idején aktív terepbotanikai kutatásokat is folytatott. Korát messze megelőzve foglalkozott bányák, meddőhányók, salakhegyek rekultivációjával, elsősorban növényzettel való sikeres betelepítésével. Környezetvédelmi szakemberekkel együttműködve vizsgálta a levegőszennyezés növénytakaróra gyakorolt hatását. Lelkesen kutatta a számára oly kedves szülőföld, a Dél-Dunántúl növényvilágát. A Dráva-síkon végzett kutatási eredményeiből írta és védte meg 1964-ben egyetemi doktori értekezését a szegedi József Attila Tudományegyetemen. Ekkor ismét kapcsolatba került Greguss professzor úrral, aki ezúttal bírálója volt. Számos értékes florisztikai adata között kiemelkedő jelentőségű az 1962-ben Szaporcán (Baranya megye) felfedezett Panicum philadelphicum nevű kölesfaj, amelyet korábban Európából nem ismertek. 1965-ben Szaporca határában egy peremizs fajra (Asteraceae család) lett figyelmes.
1970-ben fedezte fel a Mecsekben (Abaliget: Cseppkő-barlang) a Seligeria doniana nevű mohafajt, amelyet a Kárpát-medencéből ő közölt elsőként. E legnagyobb felfedezései mellett számos olyan növényfajt talált, amelyek Baranyából, vagy annak valamely tájegységéről korábban nem kerültek elő. Kutatóútjai során eljutott távolabbi országrészekbe, így a Nyírségbe és a Tarna-vidékre is, ahol szintén talált e területekre új taxonokat.
Tudománytörténeti kutatásokat is végzett. E tárgykörben hézagpótló eredményként értékelendő a múlt századi első magyar algakutató, Titius Pius Vendel életének és munkásságának felderítése, de Mayer Móric és Nagy István botanikai munkásságáról is írt tanulmányt.
A Pécsi Tanárképző Főiskoláról 64 éves korában, 1978-ban vonult nyugdíjba. Néhány évig Szentlőrincen élt, majd 1980-ban Martonvásárra költözött. Annak ellenére, hogy anyagi támogatást sehonnan sem kapott, töretlen elhivatottsággal folytatta botanikai kutatásait. Gyakran utazott fel Budapestre, ahol a Magyar Természettudományi Múzeum Növénytárában Wagner János hatalmas hársgyűjteményét rendezte. E felbecsülhetetlen tudományos és kultúrtörténeti értéket képviselő kollekcióból tíz – a tudományra új – taxont írt le. A szombathelyi Savaria Múzeumban fejezte be Piers Vilmos (1838-1920), a neves kőszegi amatőr botanikus szintén nagy értékű herbáriumának tudományos rendszerezését és leírását. Ebben az időben dolgozta fel Jemelka József soproni növénygyűjteményét (1843-1847), és a Kismartoni-park (ma Eisenstadt) herbáriumát is. Döntő érdemeket szerzett a régi telepítésű arborétumok növényanyagának katalogizálásaival is. Ha ideje és egészsége engedte, rendszeresen járta a terepet, feltűnt a Mezőföld különböző részein, így a Velencei-tó és Székesfehérvár környékén is. Ebben az időben jutott el a Tarna-vidékre is. Ahol megjelent, általában mindig talált valami újat. Gyűjtött, figyelt, fényképezett és eredményeit publikálta.
Kiváló és termékeny szakíróként is elévülhetetlen érdemei vannak. Nagy gondot fordított népszerűsítő jellegű cikkek írására, azonban ezeknél is arra törekedet, hogy valami új tudományos ismerethez juttassa az olvasót. Ilyenek voltak egyes dendrológiai dolgozatai, melyekben hazánkban ritka fáiról (pl. babérfa, mammutfenyő), faóriásairól és idős fasorairól írt, de sok egyéb környezet- és természetvédelmi, tudomány- és kultúrtörténeti, honismereti, valamint néprajzi tárgyú ismeretterjesztő dolgozata is megjelent. Az ilyen tárgyú írásainak száma meghaladja a kétszázat. Írt főiskolai jegyzeteket, könyv- és lexikonfejezeteket is. Fényképfelvételei számos könyvben és folyóiratban láttak napvilágot.
A természetvédelem terén is aktívan tevékenykedett. Számos esetben hívta fel a természetvédelmi szervek figyelmét idős faóriások, fasorok, vagy értékes, védendő élőhelyek megóvására. Az ő javaslatára lett védett pl. a Dráva-síkon a Cún és Szaporca falvak közötti "Ó-Dráva", amely egyben a nemzetközi "Ramsari egyezmény" hatálya alá is került. 
Évekig elnöke volt a TIT martonvásári szervezetének és a Magyar Madártani Egyesület helyi csoportjának. Közben pécsi köztestületi tagságait is fenntartotta. Így tagja maradt a Pécsi Akadémiai Bizottság Növénytani és Természetvédelmi Munkabizottságának, valamint a Magyar Biológiai Társaság Pécsi Csoportjának, s e szervezetek által rendezett szaküléseket rendszeresen látogatta.
Élete utolsó éveiben is megőrizte aktívitását, ám érszűkülete miatt már nehezen tudott járni, nem volt képes nagyobb utakat megtenni. Ekkor inkább szeretett szülővárosa, Siklós történetét kutatta, melyről számos cikke jelent meg. E tevékenysége elismerésére 1995-ben a Siklósi Vár- és Múzeumbaráti Kör örökös tiszteletbeli tagjává választotta. Utolsó hónapjait egy Tolna megyei kis falucskában, a Dombóvár melletti Kapospulán töltötte. 1996. szeptember 2-án hunyt el. A Rákoskeresztúri új köztemetőben (Budapest) nyugszik.